# 塘马水库
塘马水库是中国江苏省常州市溧阳市境内的一座水库，位于后周河上，建于1962年。水库正常库容为399万立方米，集雨面积为40平方千米，海拔为10.5米。